# NHK棚倉山本中継局

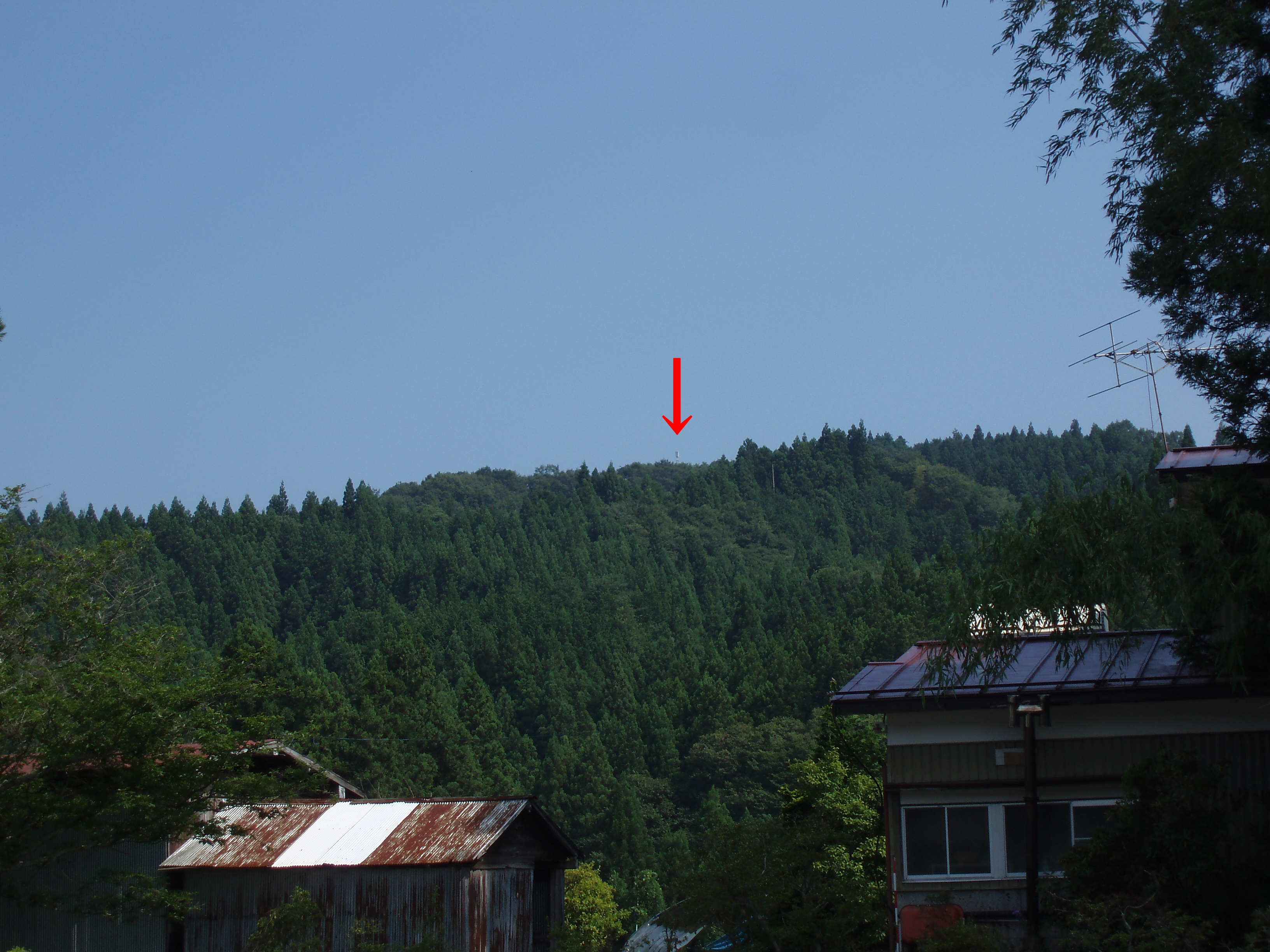
近隣の県道より

NHK棚倉山本中継局（エヌエイチケイたなぐらやまもとちゅうけいきょく）は、福島県東白川郡棚倉町中山本にある大平山に設置されているNHK福島放送局の中継局である。
デジタル放送の中継設備が設置されず、2012年3月31日のアナログ放送終了をもって廃局となった。

## 送信施設概要

### 地上アナログテレビ放送
| 放送局名          | チャンネル | 空中線電力        | ERP                 | 放送対象地域 | 放送区域内世帯数 | 運用開始日     |
| NHK福島総合テレビ | 60ch       | 映像1W/ 音声250mW | 映像3.9W/ 音声970mW | 福島県       | 約-世帯          | 1975年10月25日 |
| NHK福島教育テレビ | 58ch       | 映像1W/ 音声250mW | 映像3.9W/ 音声970mW | 全国放送     | 約-世帯          | 1975年10月25日 |

- 2011年7月24日で廃局となる予定だったが、東日本大震災発生の影響で、2012年3月31日まで稼動した。

### 地上デジタルテレビ放送
- 非該当である。